# Павловский, Тадеуш (философ)
Тадеуш Павловский (пол. Tadeusz Pawłowski; 10 октября 1924, Варшава — 5 января 1996, Лодзь) — польский философ, эстетик и логик. Муж Ии Лазари-Павловской.
В 1944 году перебрался из Варшавы в Лодзь, окончил Лодзинский университет со специализацией в философии и социологии. Ученик Тадеуша Котарбинского, Владислава Татаркевича, Станислава и Марии Оссовских, Казимежа Айдукевича.
В 1950—1995 гг. преподавал в Лодзинском университете, с 1964 г. доцент, с 1976 г. экстраординарный, с 1986 г. ординарный профессор. В 1958 г. защитил в Варшавском университете докторскую диссертацию «Об условиях научной полезности понятий естествознания» (пол. O warunkach naukowej użyteczności pojęć przyrodoznawstawa), научный руководитель Янина Котарбинская; в 1963 г. там же габилитировался с диссертацией «Понятие показателя в общественных науках» (пол. Pojęcie wskaźnika w naukach społecznych), одним из рецензентов выступил Ян Щепаньский. С 1977 г. заведовал отделом эстетики в Институте философии Лодзинского университета, в 1981 г. преобразованным в кафедру эстетики, во главе которой Павловский оставался до 1993 г.
На первом этапе научной карьеры занимался проблемами логики и методологии в естественных науках, опубликовал сборник статей «Логическая теория науки» (пол. Logiczna teoria nauki; 1966). Затем научные интересы Павловского сместились в сторону гуманитарных наук, результатом чего стали его книги «Методологические проблемы гуманитарных наук» (пол. Metodologiczne zagadnienia humanistyki; 1969) и «Производство понятий в гуманитарных науках» (пол. Tworzenie pojęć w naukach humanistycznych; 1986). По мнению профессора философского факультета Лодзинского университета Рышарда Клеща, «методологические работы профессора Павловского представляют собой образец языковой ясности, сочетающейся с точностью анализа проблем».
Вместе с тем уже с начала 1970-х гг. (статья «Интерпретация произведения искусства», 1971) работал в области эстетики и теории искусства. Написал монографию «Эстетические ценности» (пол. Wartości estetyczne; 1987); особенный интерес проявлял к актуальным практикам новейшего визуального искусства и музыки, выпустил книгу о хэппенинге (1987). Избранные работы Павловского по эстетике выпущены в 2010 году (пол. Wybór pism estetycznych). Павловскому принадлежит ценная коллекция польского плаката.